# Rafael Reis (pôquer)
Rafael Francisco Marcondes dos Reis, mais conhecido como Rafael Reis (Lorena, 1 de maio de 1983). É um jogador brasileiro de pôquer profissional, campeão mundial da World Series of Poker (WSOP), onde conquistou o bracelete de ouro no Evento #15: US$ 1.500 6-Handed No-Limit Hold’em da WSOP 2023.
Em 2021 no World Series of  Poker (WSOP), Reis foi um dos grandes nomes que subiram ao pódio do Evento #30: $1.500 Monster Stack No-Limit Hold'em ,conquistando a medalha de bronze, ocupando posição privilegiada entre os três melhores jogadores de pôquer ao vivo do mundo e faturando um significativo prêmio de US$ 288.101.
Rafael Reis possui uma carreira notória no pôquer com destaque para títulos importantes como campeão em 2016 do Rock 'N' Roll Poker Open Event #1 ($360 Deep Stack No Limit Hold'em), torneio promovido pelo Seminole Hard Rock, onde teve apenas $360 de buy-in, o que atraiu um número surpreendente de 5.018 competidores ao evento. O título lhe concedeu a premiação de  $155.642, a sua maior na época, que lhe fez despontar na carreira profissional.
Rafael se tornou um dos brasileiros mais bem-sucedidos no pôquer ao vivo. Atualmente está entre os 10 jogadores de maior destaque no ranking nacional de 2024 da Global Poker Index. Também é o 14° jogador mais premiado da história do poker brasileiro que conta com mais de 1 milhão de jogadores registrados.
O jogador atualmente possui mais de US$ 2,3 milhões em ganhos no circuito presencial.

## Trajetória
Rafael Reis nasceu na cidade de Lorena em São Paulo, mas morou em Curitiba até iniciar sua empreitada nos Estados Unidos, onde passou a residir e trilhar uma história de sucesso ao lado da sua família.
Quando jovem, dividia seu tempo entre a faculdade de Direito e a loja de uma famosa marca de jeans, onde era vendedor. Por trabalhar em uma empresa conceituada de vestuário masculino, Rafael tinha alguns clientes ilustres, principalmente jogadores de futebol. Em meados dos anos 2000,  após retornar de uma viagem a passeio pelos EUA,  onde adquiriu um tênis, que fazia parte de uma nova coleção da Nike, que ainda não era vendida no Brasil, mas que viraria febre, os seus clientes passaram a demonstrar interesse pelo produto, que logo fez com que ele enxergasse naquilo uma oportunidade para obter uma renda extra. Foi então que passou a fazer viagens para os Estados Unidos e trazer a mercadoria para vender. Onde conseguiu obter um lucro significativo. Visionário,  Rafael Reis logo viu oportunidade junto a outro vendedor, onde abriram um negócio e passaram a viajar à América do Norte para trazer o tênis com exclusividade para os jogadores de todo o Brasil.
Vivendo em Curitiba, Rafael passou a jogar pôquer na Liga Curitibana, um clube de pôquer que mais tarde se tornou o H2 Club. Ele é temporâneo de grandes jogadores de pôquer de Curitiba como Yuri Martins e Vitor Dzivielevski. Sempre buscando conhecimento no universo do pôquer, ele levou o jogo como um hobby até 2014, quando decidiu residir nos Estados Unidos.
Almejando alçar voos ainda maiores, em 2014 se mudou para Orlando, EUA com a sua família, enquanto aprimorava conhecimentos e informações preciosas sobre o pôquer, dos cash games foi migrando naturalmente para os grandes torneios, dando início aos seus primeiros passos profissionais no esporte. 

### Campeão Mundial de Pôquer 2023
A trajetória em busca do tão almejado título mundial para Rafael Reis, teve início em 2021 no World Series of Poker (WSOP), quando ele esteve próximo de alcançar o bracelete de ouro no Monster Stack, faturando o terceiro lugar. Em 2023, Rafael Reis retorna ao campeonato mundial no Evento #15: US$ 1.500 6-Handed No-Limit Hold’em, demonstrando mais habilidade e determinação.
O torneio contou com 2.454 entradas e Reis iniciou a mesa final do Evento #15, com sete jogadores, liderou as fichas, e soube administrar com maestria a dinâmica da mesa. Gradualmente, ele aumentou sua pilha de fichas e colocou pressão nos adversários, mostrando seu domínio do jogo.
O duelo final começou com Rafael Reis em vantagem contra o espanhol Daniel Barriocanal , um duelo de alto nível e foram necessárias mais de duas horas de jogo para Reis sagrar-se campeão faturando US$ 465.501 e com essa vitória tornou-se o detentor do 22º bracelete da história do Brasil.
Essa vitória colocou Rafael Reis no seleto grupo de campeões do pôquer mundial, e seu nome faz parte do rol de grandes jogadores brasileiros na World Series of Poker. Com sua técnica e determinação, ele provou ser capaz de enfrentar os melhores do mundo e evoluir profissionalmente.

## Carreira

### Torneios ao vivo
| Ano  | Local                        | Torneio                                                                        | Jogadores Inscritos | Entrada (Buy-in) | Posição | Prêmio U$D |
| ---- | ---------------------------- | ------------------------------------------------------------------------------ | ------------------- | ---------------- | ------- | ---------- |
| 2023 | Las Vegas                    | WSOP - Event #15: $1,500 6-Handed No-Limit Hold'em                             | 2.454               | $1.500           | Campeão | $465,501   |
| 2022 | Pompano Beach, FL            | WSOP Circuit - Event #9: $1,700 MAIN EVENT                                     | 726                 | $1,700           | 3°      | $90,744    |
| 2021 | Las Vegas                    | WSOP - Event #30: MONSTER STACK No-Limit Hold'em (freezeout)                   | 3.520               | $1.500           | 3°      | $288,101   |
| 2018 | Atlantic City                | Borgata Spring Poker Open - Event #1: $600 No Limit Hold'em                    | 2.370               | $600             | Campeão | $216,010   |
| 2016 | Hollywood Seminole Hard Rock | Rock N Roll Poker Open - Event #1: $360 Deep Stack No Limit Hold'em (Re-Entry) | 5.018               | $360             | Campeão | $155,642   |
| 2015 | Hollywood Seminole Hard Rock | No Limit Hold'em Deepstack                                                     | 2.474               | $357             | 6°      | $87,421    |
| 2014 | Hollywood Seminole Hard Rock | Rock N Roll Poker Open - Event #9: $570 Deep Stack No Limit Hold'em (Re-Entry) | 1.250               | $570             | Campeão | $91,416    |